# Nguyễn Văn Mạo
Nguyễn Văn Mạo (sinh 1951) là đại biểu Quốc hội Việt Nam khóa X. Ông thuộc đoàn đại biểu Hà Tĩnh.